# Dominik Tatarka

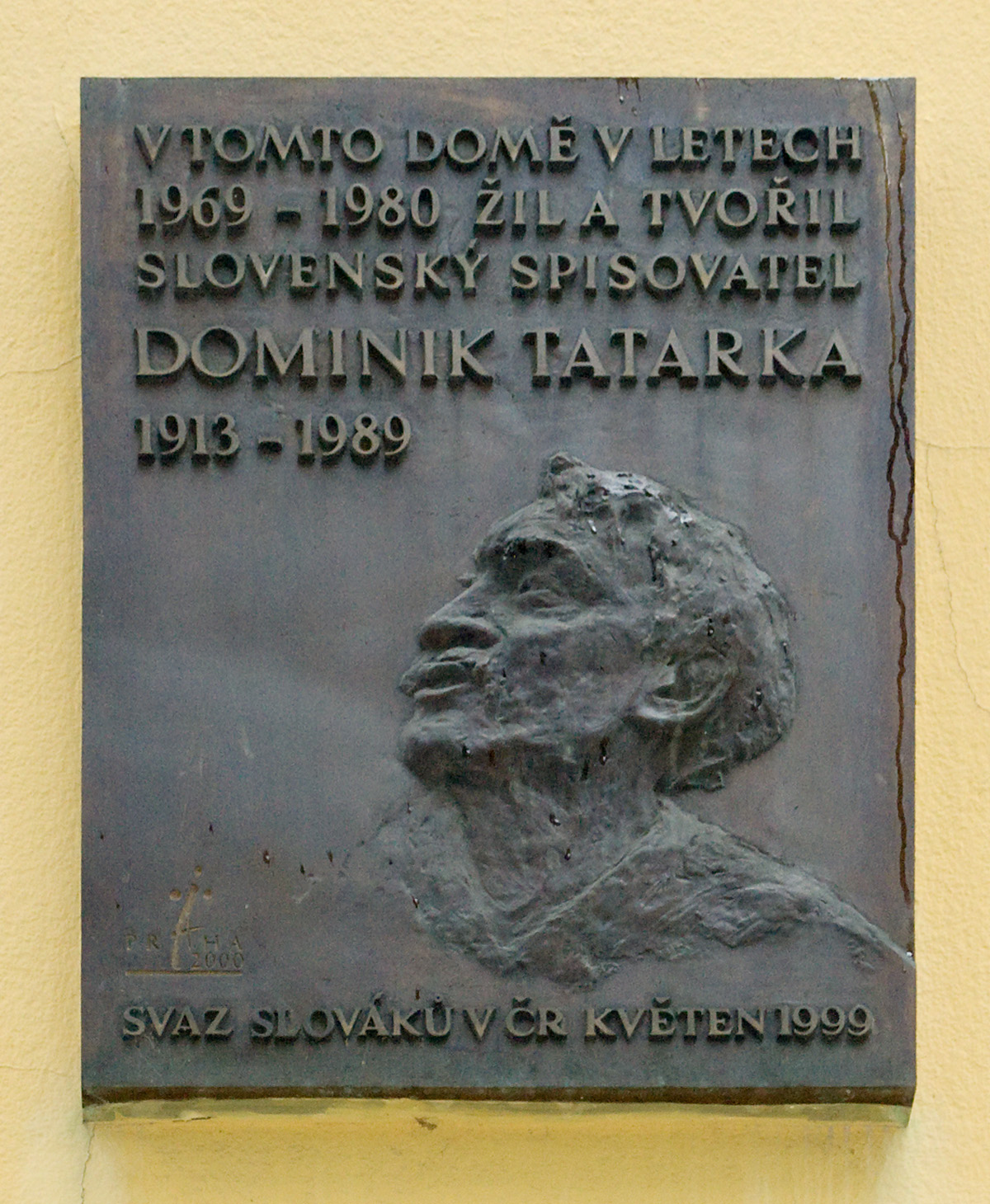
Gedenktafel für Dominik Tatarka in Prag

Dominik Tatarka (* 14. März 1913 in Plevník-Drienové, Österreich-Ungarn; † 10. Mai 1989 in Bratislava, Pseudonyme: tak, Vasil) war ein slowakischer Schriftsteller, Essayist und Publizist.

## Leben
Tatarka ging zuerst in die Grundschule in Plevník, studierte dann an den Gymnasien von Nitra und Trenčín, und beendete erfolgreich mit der Reifeprüfung im Jahr 1934. Dann studierte er an der philosophischen Fakultät der Karls-Universität Prag die slowakischen, tschechischen und französischen Sprachen (1934–38) und für ein Jahr war er auch an der Sorbonne. Während des Zweiten Weltkriegs war er Professor der slowakischen und französischer Sprache an den Gymnasien in Žilina und Turčiansky Sv. Martin, trat in die KSČ bei und im Jahr 1944 beteiligte er sich an den Slowakischen Nationalaufstand (SNP).
Nach dem Krieg war er ein staatlicher Beamter, Redakteur in mehreren Zeitungen sowie Szenarist für den Československý film in Bratislava. Er trat 1968 gegen die Invasion der sowjetischen Truppen zur Niederschlagung des Prager Frühlings auf und im Jahr 1976 unterzeichnete die Charta 77, weswegen er in den Untergrund verschwinden musste und von der StB verfolgt wurde. Er starb am 10. Mai 1989 in Bratislava.
Tatarka gewann den Jaroslav-Seifert-Preis im Jahr 1986 und ist post mortem Träger des tschechoslowakischen Tomáš-Garrigue-Masaryk-Ordens 1. Klasse und des slowakischen Ľudovít-Štúr-Ordens 1. Klasse.
Im Gedenken an Dominik Tatarka wurde der Dominik-Tatarka-Preis gestiftet, der jährlich als eine wichtige Literaturauszeichnung vergeben wird.

## Werke
Werke nach 1968 sind als Samisdat oder von ausländischen Verlagen wie 68 Publishers herausgegeben.
- 1942 – V úzkosti hľadania (In der Angst der Suche), Novelle über Erfahrungen um das Jahr 1940
- 1944 – Panna zázračnica (Wunderjungfrau), surrealistische Novelle gegen das Regime der ersten Slowakischen Republik
- 1948 – Farská republika (Pfaffenrepublik), Werk über das totalitäre Regime in der ersten Slowakischen Republik
- 1950 – Prvý a druhý úder (Erster und zweiter Schlag), Besinnung über den Zweiten Weltkrieg und den SNP
- 1954 – Radostník, Roman über Entstehung der LPG
- 1954 – Družné letá (Gesellige Jahre), Roman über den „Aufbau des Sozialismus“
- 1957 – Človek na cestách (Mensch unterwegs), Reisebericht, Reportagen aus Großbritannien, Frankreich, Schweiz und Mongolei
- 1959 – Rozhovory bez konca (Endlose Gespräche), Werk über seine Erfahrungen und Fakten des SNP
- 1963 – Prútené kreslá (Korbsessel), Werk über Verständnis zwischen den Nationen
- 1963 – Démon súhlasu (Dämon der Zustimmung), zwei satirische antisozialistische Prosawerke
- Písačky, Trilogie
  - 1984 – Listy do večnosti (Briefe an die Ewigkeit)
  - 1988 – Sám proti noci (Allein gegen die Nacht)
  - 1988 – Písačky
- 1986 – V nečase (Im Unwetter)
- 1988 – Navrávačky, Werk über seinen Leben von der Kindheit zum Alter
- 1989 – Neslovný príbeh (Wortlose Geschichte)